# Carl Grossberg
Carl Grossberg, pseudônimo de Georg Carl Wilhelm Grandmontagne (Elberfeld, 6 de setembro de 1894—Laon, 19 de outubro de 1940) foi um pintor expressionista alemão, adscrito à Nova Objetividade. 
Estudou arquitetura em Aquisgrão e Darmstadt antes do seu serviço militar na Primeira Guerra Mundial. Mais tarde estudou na Academia de Arte de Weimar e na Bauhaus. Foi conhecido pelas suas pinturas de paisagens urbanas, e pelas suas vistas interiores e exteriores de fábricas e centros industriais. 
Serviu novamente no exército em 1939—1940 na França, onde faleceu num acidente de carro. 